# 王泰 (东晋)
王泰（？—397年），琅邪临沂人，王导的曾孙，王廞的长子，王华的哥哥。王廞与刘牢之交战失败后不知所踪，王泰为王恭所杀。